# Venezillo bellavistanus
Venezillo bellavistanus är en kräftdjursart som beskrevs av Schultz 1995A. Venezillo bellavistanus ingår i släktet Venezillo och familjen Armadillidae. Inga underarter finns listade i Catalogue of Life.